# Темні алеї
«Темні алеї» — оповідання російського письменника Івана Буніна, вперше опубліковане в Нью-Йорку в 1943 році.

## Історія створення
Оповідання "Темні алеї" написане в еміграції у 1938 році. Туга за батьківщиною, світлі спогади, відхід від реальності, війни і голоду стали поштовхом до написання. Письменник розповідає про ніжні почуття в юності, втрачене кохання, життєвий вибір і його наслідки. Оповідання вперше опубліковане в однойменній збірці в Нью-Йорку в 1943 році, всього в кількості 600 екземплярів.

## Назва оповідання
Оповідання, як і збірка, у якій вперше було опубліковано отримало назву від двох рядків вірша Миколи Огарьова «Звичайна повість»: «Довкола шипшина червона цвіла / Стояла темних лип алея...». Назва символізує дивні несподівані лабіринти кохання.

## Композиція
Оповідання складається з трьох частин. Перша частина: приїзд героя на заїжджий двір. Починається оповідання описом пейзажу, за допомогою якого Бунін передає відтінки емоцій і почуттів своїх героїв. Символічно, що зустріч двох немолодих героїв відбувається осіннім вечером. Літній вік часто називають осінню.
Зустріч з колишньою коханою - друга смислова частина - в основному, складається з діалогу. Зустріч повертає літнього військового у найщасливіші роки життя. Його зустріч з колишньою коханою коротка, як короткою була їхня любов. І на перший погляд вона нічого не змінила.
В останній частині генерал залишає заїжджий двір - біжить від власних спогадів і свого минулого. Микола Олексійович їде, повертаючись до свого безпросвітнього життя. Але пейзаж у фіналі оповідання невловимо змінюється. З-за хмар виходить сонце, освітлюючи шлях старого генерала теплим жовтим світлом.

## Сюжет
Іван Бунін розповідає про драматичні долі Надії і Миколи.
Генерал Микола Олексійович прибув на поштову станцію, де він зустрів жінку, з якою бачився тридцять років тому. З вродливою Надією у Миколи був бурхливий роман. Вони розлучилися, хоч і кохали одне одного. Обоє стали нещасливими. Тепер Микола Олексійович літній, і навіть не відразу впізнав Надію. А колишня кохана стала господинею на заїжджому дворі, де колись вони вперше зустрілися. Виявляється, Надія все життя любила його, і генерал починає виправдовуватися перед нею. Однак після незграбних пояснень Надія висловлює мудру думку про те, що всі були молодими, і молодість минає, а любов залишається. Але вона робить докір коханому, адже він безсердечно залишив її одну. І все ж завдяки любові вони пізнали справжні почуття і переживання. Ці кращі миті життя залишилися в пам'яті.

## Герої
Надія - героїня оповідання «Темні алеї». Вона виховувалась у панському маєтку, набула там гарних манер, вміння гідно себе тримати. Щиро покохала Миколу, поміщицького сина. Коли ж про її роман з їхнім сином дізнались пани, то вирішили позбутися дівчини і дали їй вільну. Кілька разів хотіла руки на себе накласти від образи. Надія зберегла свою любов до героя. Вірність тісно переплетена з любов'ю, головна героїня "скільки не пройшло часу, все одним жила". Життя навчило її терпіти, пройти через випробування. Надія так і не виходила заміж, тому й простити Миколі своєї зламаної долі не може. Вірність і любов не пройшли з часом, і коли старий виїхав, Надія "все дивилася у вікно".
Героїня заповзятлива і практична. Вона, колишня кріпосна, відкрила світлицю для приїжджих, давала гроші в борг. До того ж Надія справедлива і тверда у своїх переконаннях.
Микола Олексійович - герой оповідання. Поміщицький син був стрункий і вродливий. Для сина батьки обрали військову кар'єру. Іноді він приїжджав додому провідати своїх батьків В один із приїздів зустрів Надію, закохався і провів з нею кращі хвилини життя. Він читав їй вірш М. Огарьова «Звичайна повість» про темні алеї. Дізнавшись про захоплення свого сина служницею, поміщики негайно відіслали його у полк. Микола Олексійович дослужився до генерала. Він був одружений, любив дружину без пам'яті, а вона зрадила його, залишила. Син, на якого покладав надії, став негідником, без честі, без совісті. Через десятки літ чоловік думає, що все могло скластись по-іншому.
Під час зустрічі його емоції змінюються. Спочатку герой має "запитальний, строгий і в той же час втомлений погляд", "із втомленим виглядом", він "неприязно крикнув". Потім він відчуває сором, і відчуття сорому все зростає: "Він швидко випрямився, розкрив очі і почервонів", "червоніючи крізь сивину, став говорити", "він почервонів до сліз", "з соромом згадував свої останні слова і те, що поцілував у неї руку, і негайно соромився свого сорому". Герой розгублений, йому соромно за минуле, за те, як безжалісно він кинув Надію, і він намагається виправдати себе у власних очах і в очах головної героїні, що йому не вдається. Микола Олексійович легковажний (завів роман з дівчиною нижче за себе за походженням, не думаючи про наслідки), жорстокий ("безсердечно" кинув дівчину, яка кохала його), честолюбний (не може уявити колишню кріпосну, нині власницю заїжджої світлиці своєю дружиною, матір'ю своїх дітей).

## Художні особливості
Письменник широко використовує звичні епітети, метафори і порівняння. У тексті зустрічаються цитати з Біблії, приказки, фразеологізми, просторічні висловлювання. Також використовує антитезу. Тепло, затишок і чистота в будинку Надії протиставлені брудній осінній вогкості.

## Екранізації
- 1982 — «Два голоси» (фільм за оповіданням «Темні алеї»)
- 1991 — «Темні алеї» (фільм за мотивами оповідань І. Буніна)
- 1996 — «Звичайна повість» (за оповіданням «Темні алеї»)